# James Washington
James Washington III (ur. 12 grudnia 1987 w Saint Louis) – amerykański koszykarz, występujący na pozycji rozgrywającego, od 2024 zawodnik Arriva Polskiego Cukru Toruń.
27 grudnia 2016 został zawodnikiem Anwilu Włocławek. 1 lipca 2017 podpisał umowę z TBV Startem Lublin. 5 lipca 2018 podpisał nową, dwuletnią, umowę z zespołem z Lublina.
26 lipca 2019 dołączył do rumuńskiego BCM U FC Arges Pitești. 17 grudnia zawarł umowę z chorwackim KK Split.
18 czerwca 2020 podpisał kontrakt z Polpharmą Starogard Gdański. 16 lutego 2021 zawarł umowę z Anwilem Włocławek. 29 marca został zawodnikiem Vichy Clermont Metropole, występującego w II lidze francuskiej (Pro-B).
12 października 2023 dołączył do Zastalu Enea BC Zielona Góra. 7 marca 2024 zawarł umowę z Arriva Polskim Cukrem Toruń.

## Osiągnięcia
Stan na 11 marca 2024, na podstawie, o ile nie zaznaczono inaczej.
NCAA
- Zaliczony do II składu konferencji Sun Belt (2011)

Drużynowe
- Finalista Pucharu Polski (2017)[12]

Indywidualne
- Zaliczony do I składu kolejki EBL (16 – 2020/2021)[13]
- Lider I ligi polskiej w skuteczności rzutów za 3 punkty (2023 – 44,3%)[14]